# Симонович Володимир Семенович
Володимир Семенович Симонович (18 грудня 1909, Тараканів — ?) — український живописець.

## Біографія
Народився 18 грудня 1909 року в селі Тараканові (нині Дубенський район Рівненської області, Україна). У 1924—1927 роках навчався в художній школі у місті Почаєві; у 1927—1928 роках — в художній школі Олекси Новаківського у Львові.

## Творчість
Працював у галузі станкового живопису. Автор картин:
- «Підпал маєтку графа Ржевуського у селі Вербовці у 1907 році» (1956);
- «Жандармська розправа над повсталими селянами» (1956);
- «Транспортування революційної літератури в Росію» (1958);
- «Розстріл селян села Лядського у 1906 році» (1961);
- «Дитинство Тараса» (1962);
- «Визволення Кременця» (1967);
- «Катерина» (1970).